# Susukan (Ciracas)
Susukan is een plaats (wijk) - (kelurahan) in het bestuurlijke gebied Ciracas, Jakarta Timur (Oost-Jakarta) in de provincie Jakarta, Indonesië. De plaats telt 38.817 inwoners (volkstelling 2010).